# Paulo Lemos
Paulo Lemos, né en 1952, est un pilote de rallye brésilien du Paraná (PR).

## Biographie
Débutant à 25 ans, sa carrière en rallye (essentiellement de vitesse terre) s'étale sur un quart de siècle jusqu'en 2002.
Il participe au rallye d'Argentine en WRC à 5 reprises entre 1994 et 1991, terminant 6e en 1987 sur Volkswagen Gol 1.6L avec son compatriote Artur Cezar, tous deux vainqueurs de classe (6) cette année-là.
Le paranaense évolue en fin de carrière au sein du tout nouveau team Seat Rally avec Sérgio Lima à son côté, équipe créée en 2000 en partie grâce à Volkswagen et basée à Curitiba (PR).
Le plafonnier de ses voitures était orné d'un "Bip-Bip" porte-bonheur.

## Palmarès

### Titres
- Quatre Coupes sudaméricaines des rallyes de vitesse: 1985, 1986, 1987 et 1998;
- Huit fois Champion du Brésil des rallyes de vitesse: 1983, 1990, 1991, 1995, 1998, 1999, 2000 et 2001 (sur véhicules Volkswagen, puis une Seat Ibiza KIt Car 2.0 16 soupapes 268CV les deux dernières années (Gr. A7, de 1.6 à 2L.));
  - Vice-champion sudaméricain des rallyes de vitesse: 1990 et 1991;
  - Vice-champion du Brésil des rallyes de vitesse: 1982, 1984, 1986, 1987, 1994, 1996, 1997 et 2004;

### Victoires notables
- Triple vainqueur du Rallye de Curitiba, en 1983, 1987 et 1991, sur Volkswagen Voyage (1 - A7) puis Gol GTI (2 - A7), avec pour copilotes Arthur Cezar Carvalho (2) puis Ricardo Costa (1, auparavant navigateur d'Édio Füchter);
- Rallye d'Erechim, en 1998 (1re édition de l'épreuve).

## Récompense
- Casque d'Or en discipline rallye de la revue brésilienne spécialisée Racing: 1999.